# Zoltán Kocsis
Zoltán Kocsis (Budapest, 30 de mayo de 1952-ibídem, 6 de noviembre de 2016) fue un pianista virtuoso húngaro, que desarrolló, además, una reconocida carrera  como director de orquesta, compositor y musicólogo.

## Biografía
Empezó sus estudios musicales a los cinco años en su Budapest natal, entrando en el Conservatorio Béla Bartók en 1963 en donde estudió piano y composición musical. En 1968 fue admitido en la Academia de Música Ferenc Liszt en donde fue discípulo de Pál Kadosa, György Kurtág y Ferenc Rados. Entre sus condiscípulos están los célebres pianistas András Schiff  y Dezső Ránki.
Ganó con 18 años el Premio Beethoven de Radio Hungría y a los 21 años recibió el premio Liszt del gobierno húngaro, siendo nombrado asistente de su profesor Pál Kadosa. Se graduó de la Academia Liszt en 1974 y dos años sucedió a Kadosa como profesor de piano. En 1978 el gobierno húngaro premió a Kocsis con el mayor reconocimiento cultural nacional, el Premio Kossuth.
A partir de su debut en Hungría y el extranjero en 1970, y durante los siguientes 25 años desarrolló una intensa carrera internacional como concertista de piano, tocando entre otras formaciones con la Filarmónica de Berlín, la Orquesta Sinfónica de Chicago, la Orquesta Sinfónica de San Francisco, la Filarmónica de Nueva York, la Orquesta Estatal Sajona de Dresde, la Orquesta Philharmonia de Londres y la Filarmónica de Viena. 
El crítico estadounidense Harold Schonberg alabó la extraordinaria técnica y buen sonido de Kocsis.
El célebre pianista Sviatoslav Richter le invitó a tocar con él en 1977, a los veinticinco años, piezas de Schubert a cuatro manos, en el marco de la Schubertiada en Hohenems, Austria y en las "Fiestas Musicales de Turena", fundadas por el mismo Richter.
Kocsis ha grabado la obra completa para piano solista y para orquesta con piano de Béla Bartók. En 1990, su grabación de Images pour orchestre de Debussy ganó en la categoría de música instrumental de los Premios Gramophone del año. Ganó otro en 2013, junto al violinista Barnabas Kelemen en la categoría de música de cámara con sonatas de Bártok.
En los últimos años de su vida, Kocsis se centró mucho en la tarea de la dirección de orquesta, especialmente con la Orquesta del Festival de Budapest de la que fue fundador junto a Iván Fischer, entre otros, y con la Orquesta Filarmónica Nacional de Hungría de la que fue director titular hasta su fallecimiento.
Zoltán Kocsis falleció por problemas cardíacos la tarde del 6 de noviembre de 2016 en su ciudad natal.

## Discografía seleccionada
- Béla Bartók: Integral Vol. 1. 14 Bagatelas Sz 38; 2 Elegías Sz 41; 6 Danzas populares rumanas Sz 56; Sonatina Sz 55; 3 melodías populares húngaras Sz 66
- Béla Bartók: Interludios Vol. 2; Danzas rumanas; 3 canciones populares húngaras de Csik; Allegro Bárbaro, Nénies, Suite; 20 Villancicos rumanos; 3 Estudios; 3 Rondós sobre canciones populares; Los debutantes del piano
- Béla Bartók: Interludios Vol. 3; Para niños
- Béla Bartók: Conciertos para piano núms. 1, 2, 3, con la Orquesta del Festival de Budapest dirigida por Iván Fischer
- Ludwig van Beethoven: Concierto para piano núm. 4, con la Orquesta Sinfónica de Budapest dirigida por András Lukács
- Frederic Chopin: Valses 1 a 19
- Wolfgang Amadeus Mozart: Concierto para piano núms. 7 y 10, con Dezső Ránki, András Schiff y la Orquesta Sinfónica Húngara dirigida por János Ferencsik
- Wolfgang Amadeus Mozart: Conciertos para piano núms. 8, 13 y 25, con la Orquesta de Cámara Ferenc Liszt dirigida por Janos Rolla
- Serguéi Rajmáninov: Conciertos para piano núms. 1 y 4 y Conciertos para piano núm. 2 y 3 con la Orquesta Sinfónica de San Francisco dirigida por Edo de Waart